# Пащенко Іван Павлович
Іва́н Па́влович Па́щенко (11 червня 1997 — 25 лютого 2022) — старший солдат Збройних сил України, відзначився у ході російського вторгнення в Україну.

## Нагороди
- Орден «За мужність» III ступеня (2022, посмертно) — за особисту мужність і самовіддані дії, виявлені у захисті державного суверенітету та територіальної цілісності України, вірність військовій присязі.